# Stazione di Limehouse
La stazione di Limehouse è una stazione della National Rail e della Docklands Light Railway (DLR) sita a Limehouse e vicina a Stepney a Londra. Viene servita da servizi regionale della c2c da e per Fenchurch Street, e da quelli della metropolitana leggera della DLR per e da Tower Gateway o Bank. Sulla linea principale, Limehouse si trova a 1,6 km. da Fenchurch Street e la stazione seguente è West Ham. Sulla DLR si trova tra le stazioni di Shadwell e Westferry nella Travelcard Zone 2.
La stazione venne aperta dalla London and Blackwall Railway (poi divenuta London and Blackwall Railway) nel 1840 con il nome di Stepney. La stazione venne rinominata Stepney East nel 1923 e nel 1987 rinominata Limehouse, prima dell'apertura dei servizi della DLR.